# 空中歩行具
空中歩行具（くうちゅうほこうぐ）は、大日本帝国陸軍の特殊作戦用自由気球。

## 概要
機動第2連隊によって開発されたもので、後方攪乱の任を帯びた完全武装の兵士1名を、ソビエト連邦の領内・ソ連軍陣地後方へと送り込むことを目的としていた。
気嚢はふ号兵器と同様の和紙とコンニャク糊を用いた球形のもので、水素を充填して用いられる。単一の親気球（主気球）のみでは浮力が不足するため、親気球に加えて小型の子気球（補助気球）も併用される。親気球は落下傘用の装帯を用いて兵士の身体に固定され、子気球は吊索を手で掴んで用いる。使用する兵士は機関短銃や雑嚢をはじめとする装備に加えて、高度・重量調整用の砂袋も装着する。
夜間に昇騰し、酸素吸入器が無くとも呼吸が可能な高度3,000 m前後に達した後は飛流に移り、予定地点の上空に達した際に子気球から手を離して降下するという運用が想定されていた。なお、降下速度は気嚢下部に設けられたガス調整弁の操作によって調節できる。
機動第2連隊の独立気球挺身隊に配備されて訓練が繰り返され、訓練中には高度500 m、飛距離約4 kmに達しているが、関東軍がノモンハン事件時の偵察気球の損害などを鑑みて局地戦への気球の適性に疑問を抱いていたこともあり、1945年（昭和20年）8月の太平洋戦争終戦に至るまで実戦には使用されずに終わった。

## 諸元
出典：『最強 世界の特殊部隊図鑑』 102頁。
- 全高：10.0 m
- 気嚢直径：5.6 m（親気球）
- 昇騰高度：約3,000 m
- 乗員：1名